# Morganella mexicana
Morganella mexicana är en svampart som beskrevs av Zeller 1948. Morganella mexicana ingår i släktet Morganella och familjen Agaricaceae.   Inga underarter finns listade i Catalogue of Life.